# Criocerinae
Los criocerinos (Criocerinae) son una subfamilia de coleópteros de la familia de los crisomélidos. Algunas especie, como Crioceris asparagi son una plaga para los espárragos.

## Tribus y géneros

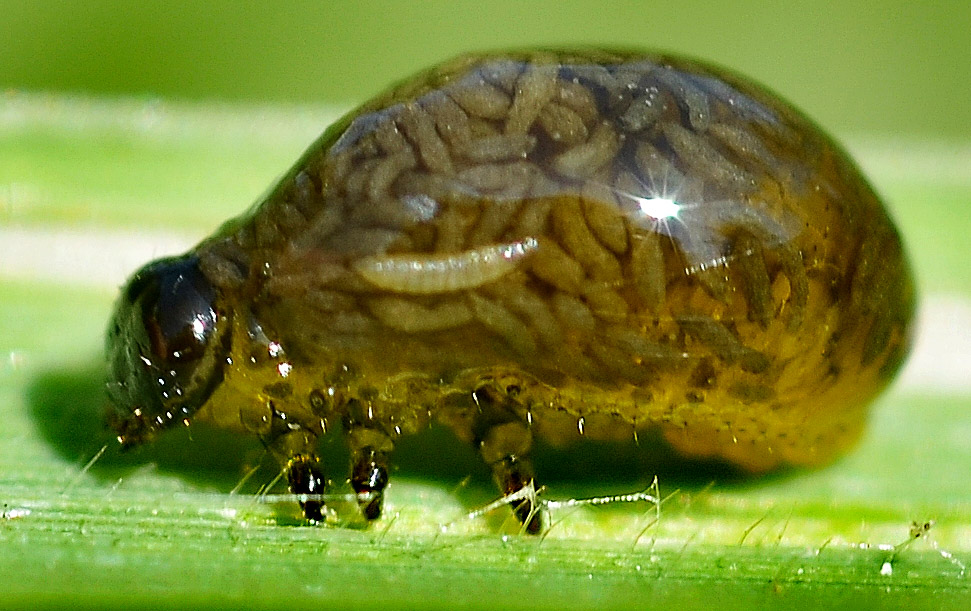
Criocerinae, larva

- Tribu Criocerini Latreille, 1807
  - Crioceris Geoffroy, 1762
  - Lilioceris Reitter, 1912
- Tribu Lemini Heinze, 1962
  - Lema Fabricius, 1798
  - Neolema Monrós, 1951
  - Oulema Des Gozis, 1886